# Roeien op de Olympische Zomerspelen 1904
Roeien is een van de sporten die beoefend werden tijdens de Olympische Zomerspelen 1904 in St. Louis.

## Heren

### skiff
| rang   | sporter         | land | tijd    |
| ------ | --------------- | ---- | ------- |
| Goud   | Frank Greer     | USA  | 10:08.5 |
| Zilver | James Juvenal   | USA  |         |
| Brons  | Constance Titus | USA  |         |
| 4      | David Duffield  | USA  |         |

### dubbel-twee
| rang   | sporters                    | land | tijd    |
| ------ | --------------------------- | ---- | ------- |
| Goud   | John Mulcahy William Varley | USA  | 10:03.2 |
| Zilver | Jamie McLoughlin John Hoben | USA  |         |
| Brons  | Joseph Ravanack John Wells  | USA  |         |

### twee-zonder-stuurman
| rang   | sporters                    | land | tijd    |
| ------ | --------------------------- | ---- | ------- |
| Goud   | Robert Farnan Joseph Ryan   | USA  | 10:57.0 |
| Zilver | John Mulcahy William Varley | USA  |         |
| Brons  | John Joachim Joseph Buerger | USA  |         |

### vier-zonder-stuurman
| rang   | sporters                                                     | land | tijd   |
| ------ | ------------------------------------------------------------ | ---- | ------ |
| Goud   | Arthur Stockhoff August Erker George Dietz Albert Nasse      | USA  | 9:05.8 |
| Zilver | Frederck Suerig Martin Fromanack Charles Aman Michael Begley | USA  |        |
| Brons  | Gustav Voerg John Freitag Louis Helm Frank Dummerth          | USA  |        |

### acht
| rang   | sporters | land | tijd   |
| ------ | --- | ---- | ------ |
| Goud   | Frederick Cresser Michael Gleason Frank Schell James Flanagan Charles Armstrong Harry Lott Joseph Dempsey John Exley Louis Abell (stuurman)     | USA  | 7:50.0 |
| Zilver | A.B. Bailey William Rice George Reiffenstein Phil Boyd George Strange William Wadsworth Donald MacKenzie Joseph Wright Thomas Loudon (stuurman) | CAN  |        |

## Medaillespiegel
| rang   | land             | goud | zilver | brons | totaal |
| ------ | ---------------- | ---- | ------ | ----- | ------ |
| 1      | Verenigde Staten | 5    | 4      | 4     | 13     |
| 2      | Canada           | 0    | 1      | 0     | 1      |
| totaal | totaal           | 5    | 5      | 4     | 14     |